# Райнер, Желько
Желько Райнер (хорв. Željko Reiner; род. 28 мая 1953, Загреб) — хорватский врач, политический и государственный деятель. Профессор Загребского университета, академик Хорватской академии наук и искусств. В прошлом — министр здравоохранения и социальной защиты Хорватии, председатель Хорватского сабора (парламента).

## Образование
В детстве учился в начальной школе в Загребе, а затем окончил Загребскую классическую гимназию. Высшее образование получил в 1976 году на медицинском факультете Загребского университета. В 1976 году получил степень магистра, а в 1982 году — кандидата наук. С 1979 по 1983 специализировался на терапии в Загребском клиническом центре сестер милосердия и в университетской клинике Гамбург-Эппендорф в Германии. В 1984-1985 годах учился в докторантуре в Оклахома-Сити.

## Профессиональная деятельность
В 1986 году Райнера назначили доцентом медицинского факультета Загребского университета, а в 1988 — профессором. С 1997 года он — профессор внутренней медицины Загребского университета, а с 2009 — и профессор Риецкого университета. В 1986 году назначен главным врачом «клинического отделения клиники медицинской онкологии» Загребского клинического больничного центра. Райнер оставался на этой должности до 1995 года, когда его назначили заведующим отделения внутренней медицины Загребского клинического больничного центра. Там он работал до 2003 года, а в 2011 году был вновь избран на эту должность. Он также является директором Института болезней обмена веществ при этом самом лечебном заведении. С 2004 по 2012 год Райнер был главным руководителем этого заведения. За время его руководства Загребский клинический больничный центр расширился в полтора раза и получил современное оборудование.
Райнер — член Хорватской академии медицинских наук с 1990 года, а с 2004 года до 2012 года он был президентом Академии. С 1992 по 2006 год он был членом-корреспондентом Хорватской академии наук и искусств, а с 2006 — ее постоянным членом и академиком. В 2011 году назван почетным членом Академии медицинских наук Боснии и Герцеговины. С 2000 по 2006 год был заведующим кафедрой внутренней медицины медицинского факультета Загребского университета.
Райнер опубликовал 543 академически-научные статьи. Был профессором по приглашению в нескольких университетах Соединенных Штатов и Европы, выступал на ряде европейских и международных конференций, входил в состав научных комитетов почти всех европейских и международных конференций в области кардиологии и атеросклероза. С 1983 года до сегодняшнего дня Райнер был руководителем нескольких научно-исследовательских проектов. Он является членом редакционных коллегий нескольких международных журналов по вопросам кардиологии, атеросклероза, питания, обмена веществ, сердечно-сосудистых заболеваний и прочего. В Хорватии он редактирует «Врачебный вестник» (хорв. Liječnički Vjesnik). Райнер также рецензирует самые известные научные журналы мира: "The Lancet, European Heart Journal, Annals of Medicine, Fundamental and Clinical Pharmacology, European Journal of Preventive Cardiology, исследований cardiovascular Drugs and Therapy" и другие. Райнер был членом совета директоров Европейской ассоциации профилактики сердечно-сосудистых заболеваний и реабилитации (EACPR) и председателем ее комитета по науке и руководящих принципов. Он также основатель и давний президент Хорватского общества атеросклероза, основатель Хорватского общества гипертонии, основатель и заместитель председателя Хорватского общества ожирения. Он был секретарем Хорватской медицинской ассоциации и является членом комитета по отбору новых членов Королевского общества. Райнер был первым хорватом, который стал главным автором Европейских директив в лечении дислипидемии, опубликованных 2011 года. Он соавтор Европейских инструкций по профилактике сердечно-сосудистых заболеваний, выпущенных в 2007 и 2012. В 1992-2000 годах он был председателем Хорватского комитета по медпрепаратам и председателем комитета по назначению главных врачей. Он был также президентом Европейского комитета по борьбе с курением (2000-2002) и членом Международного комитета премии Фонда Леона Бернара.
С 1995 по 1998 год Райнер был членом исполнительного совета Всемирной организации здравоохранения и стал вторым хорватом на этой должности. С 2012 года он также является одним из 6 членов правления Международного общества атеросклероза. Он — автор разделов в 30 книгах и учебниках, изданных в Хорватии и за рубежом, редактор 26 книг и пособий. Был руководителем нескольких курсов в бакалавриате и аспирантуре. С 2006 года он — член совета Загребского университета. В 1993-1998 годах был заместителем министра здравоохранения и социальной защиты, а с 1998 по 2000 — министром.

## Политическая деятельность
Райнер — член Хорватского демократического содружества. В 2008 году избран членом совета здравоохранения и социального обеспечения в хорватском парламенте. С 2011 по 2012 был заместителем председателя парламентского Комитета по вопросам науки, образования и культуры. Как депутат он входит также в состав совета по межпарламентскому сотрудничеству и является заместителем члена делегации в Парламентском направлении Центрально-Европейской инициативы. С 2012 года до 28 декабря 2015 был заместителем председателя парламента. 28 декабря 2015 избран новым спикером парламента Хорватии 8-го созыва 88 голосами, при этом 62 депутата воздержались и 1 проголосовал против.

## Война за независимость
С первого дня Райнер ушел добровольцем на войну Хорватии за независимость. Он был членом медико-санитарного штаба, первым заместителем его начальника по вопросам образования и подготовки, а позже начальником медицинского персонала. Сейчас Райнер — полковник запаса хорватской армии.

## Награды
Райнер — член лондонской Академии медицинских наук, Европейского общества кардиологов и Американской коллегии кардиологов.
Был удостоен таких гражданских и военных наград:
- Орден князя Трпимира
- Орден Бана Елачича
- Орден Хорватского Утренней Звезды
- Орден Хорватского Трилистника
- Орден Хорватского Тесьмы
- Медаль в память о Отечественную войну
- Медаль за участие в операции «Молния»
- Медаль за участие в операции «Буря»
- Медаль за участие в операции «Лето '95»
- Памятная медаль «Вуковар»
- Командор ордена Звезды Италии (2 июня 2018, Италия)[2]
- Офицер ордена «За заслуги перед Литвой» (5 июля 2023, Литва)[3]

В 2007 года Райнера назван почетным гражданином Корчулы. В 2011 году его наградили Премией им. Ладислава Раковаца и Премией города Загреба.